# Taumaturgo (Teresópolis)
Taumaturgo é um bairro de Teresópolis, cidade localizada no interior do estado do Rio de Janeiro.

## Demografia
De acordo com o Instituto Brasileiro de Geografia e Estatística (IBGE), sua população no ano de 2010 era de 583 habitantes, sendo 313 mulheres (53.7%) e 270 homens (46.3%), possuindo um total de 499 domicílios.